# Buch (Kipfenberg)

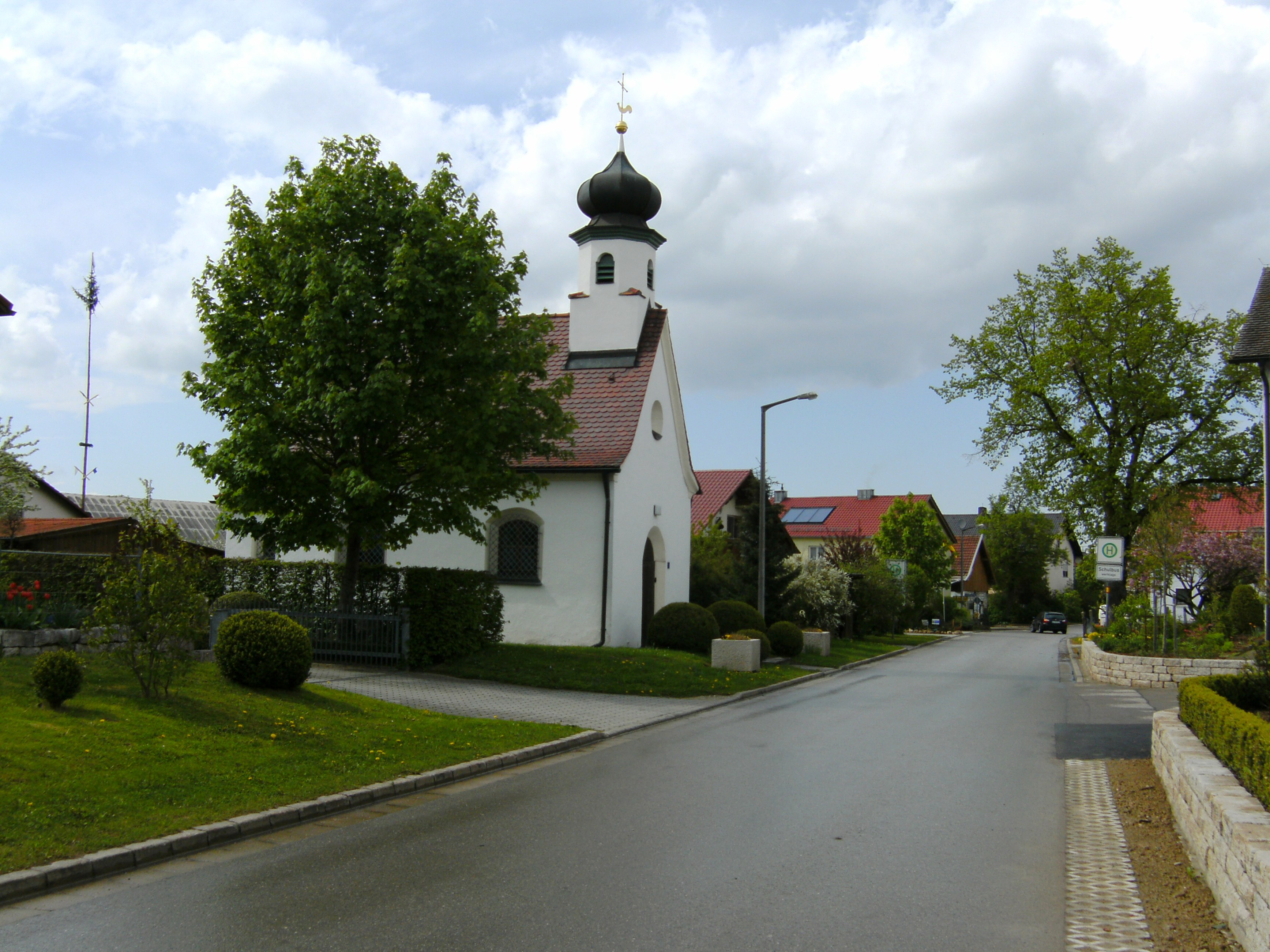
Buch

Buch ist ein Ortsteil des Marktes Kipfenberg im oberbayerischen Landkreis Eichstätt.

## Lage
Das Dorf liegt südlich bzw. östlich des Altmühltales und nordöstlich des Gemeindesitzes Kipfenberg auf der Hochfläche der südlichen Frankenalb im Naturpark Altmühltal. Nachbarorte sind Irlahüll und Gelbelsee.

## Geschichte
Ob der 1186 erwähnte Ort Buch mit dem Buch bei Irlahüll identisch ist, kann nicht eindeutig geklärt werden. 1398 erwarb der Bischof von Eichstätt Friedrich IV. von Schweiger von Gundelfingen Höfe in Buch (bei Irlahüll?). 1403 hatte hier Kraft Morsbacher Besitz. 1561 kaufte der Eichstätter Bischof Martin von Schaumberg von Wilhelm und Hanns Christoph von Hilkenhausen den Bucher Zehent.
Bis zur Säkularisation gehörte Buch mit seinen 17 Höfen zum unteren Hochstift Eichstätt und darin zum Pfleg- und Kastenamt Kipfenberg; ein Köblergut gehörte zum wolfsteinischen Kastenamt Sulzbürg. Drei Güter unterstanden dem Richteramt Töging. Kirchlich gehörte der Ort zum damaligen Kuratbenefizium (heute Pfarrei) Irlahüll der Pfarrei Irfersdorf.
Bei der Säkularisation kam das untere Hochstift und mit ihm Buch 1802 an Großherzog Erzherzog Ferdinand III. von Toskana und 1806 an das Königreich Bayern. Dort gehörte das Dorf zum Landgericht Kipfenberg.
1808 bildete Buch zusammen mit Gelbelsee und Irlahüll den Steuerdistrikt Gelbelsee. 1818 wurden die Orte wieder selbständige Gemeinden. 1830 hatte Buch 96 Einwohner in 18 Anwesen, 1861 114 Einwohner und 40 Gebäude, 1950 95 in 19 Anwesen.
Zum Bezirksamt, später zum mittelfränkischen Landkreis Eichstätt gehörend, schloss sich Buch im Zuge der bayerischen Gebietsreform am 1. April 1971 dem Markt Kipfenberg an. Am 1. Juli 1972 vollzog sich im Zuge der Landkreisreform der Wechsel von Mittelfranken nach Oberbayern. 1983 lebten 122 Einwohner im Dorf, die sich in der Landwirtschaft und in zwei Handwerksbetrieben betätigten. Die Einwohnerzahl stieg bis in die Gegenwart auf 169.

## Katholische Kapelle St. Sebastian

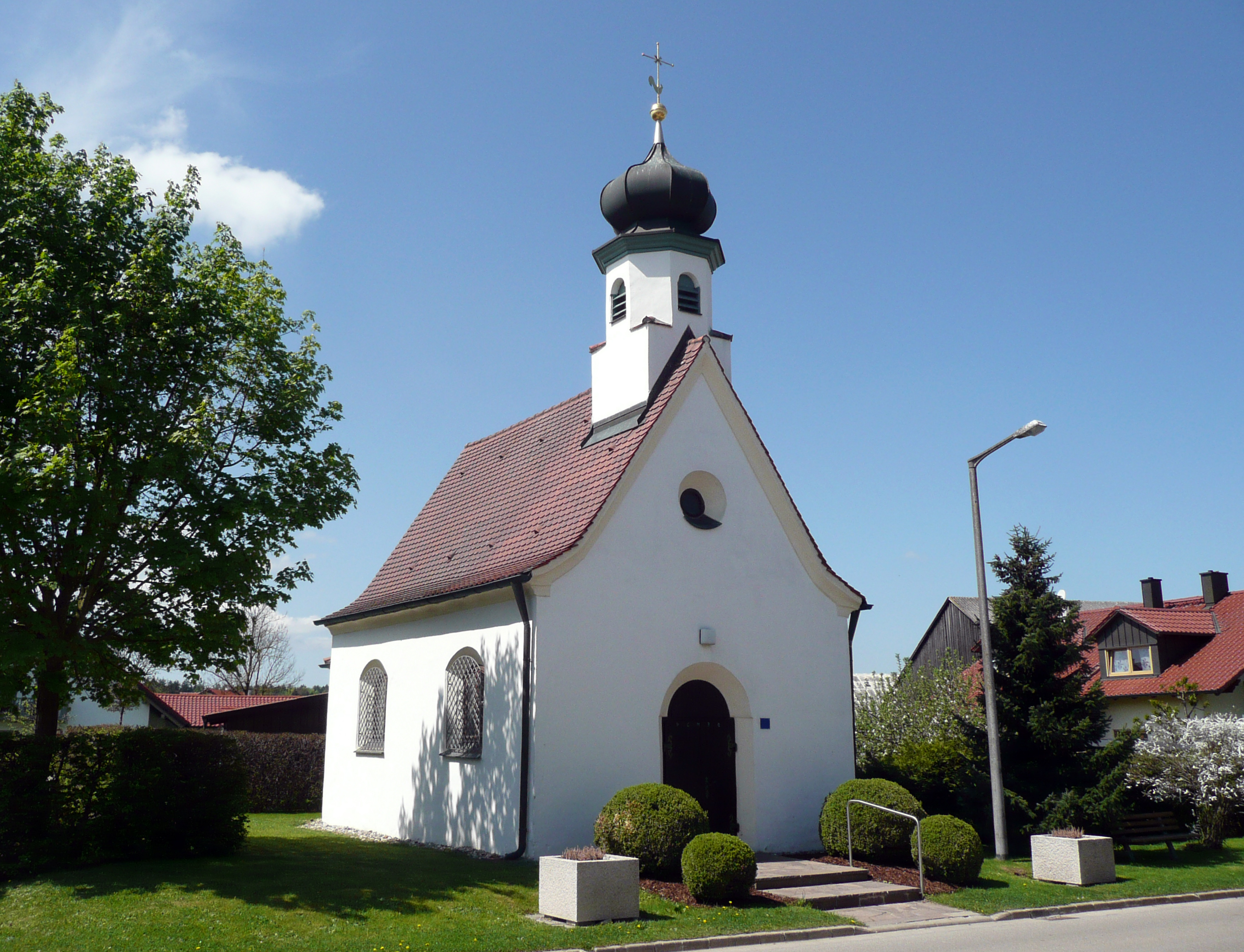
Kapelle St. Sebastian

Die Ortskapelle mit zweibelbekrönten achteckigen Dachreiter wurde im 18. Jahrhundert errichtet und birgt einen Altar von circa 1650 mit dem Kirchenpatron in einer Nische. An Figuren sind ein spätgotischer hl. Johannes der Evangelist (um 1500) und ein heiliger Bischof mit Buch und Stab vorhanden. – 2007 wohnten in Buch 145 Katholiken.
Siehe Liste der Baudenkmäler in Buch

## Vereine
- Freiwillige Feuerwehr
- Obst- und Gartenbauverein Irlahüll-Buch
- Zweigverein Gelbelsee-Buch-Irlahüll des Katholischen Deutschen Frauenbundes